# Philipp Polzin
Philipp Polzin (* 29. Januar 1985 in Köln) ist ein deutscher Komponist, musikalischer Leiter, Pianist und Produzent.

## Leben
Polzin wuchs in Frechen bei Köln auf und erhielt seine musikalische Ausbildung an der Musikschule der Stadt Frechen (Klavier). Von 2005 bis 2007 studierte er an der Universität Köln Musikwissenschaft, Theater-, Film und Fernsehwissenschaft sowie Phonetik. Hier lernte er auch seinen späteren Kompositionspartner Christian D. Dellacher kennen. 2007 wechselte er in den Studiengang Ton- und Bildtechnik an der Fachhochschule Düsseldorf und der Robert Schumann Hochschule Düsseldorf mit Hauptfach Klavier, welchen er 2012 mit Diplom abschloss.
Bereits während seiner Ausbildung übernahm er 2010 die musikalische Leitung der deutschen Erstaufführung des Musicals tick, tick, BOOM...! durch das Musicalensemble Erft. 2012 übernahm er diese Position ebenfalls in der Folgeproduktion RENT und wirkte bei den Bad Hersfelder Festspielen als Korrepetitor des Musicals Anatevka sowie bei der Uraufführung des Musicals Die Erschaffung der Welt als Assistent des Komponisten Stephan Kanyar am Schauspiel Essen mit.
2010 lernte er den Musicaltenor Chris Murray kennen, mit dem er in der Folge drei CDs produzierte (A very murray christmas, Musical times5, Best of Musical Christmas) sowie als Pianist unzählige Konzerte begleitete (seit 2015 jährliche Konzerttournee Musical Christmas).
Von 2014 bis 2016 fuhr Polzin als musikalischer Leiter auf den Schiffen AIDAvita und AIDAsol. Seit 2016 ist er als musikalischer Leiter und Arrangeur für die Burgfestspiele Bad Vilbel tätig (u. a. Der kleine Horrorladen, Maria ihm schmeckt's nicht, Sister Act, My fair Lady, West Side Story). Bei der Uraufführung des Musicals Sherlock Holmes - Next Generation im First Stage Theater Hamburg und am Deutschen Theater München übernahm er 2019 die musikalische Leitung (ebenfalls auf der Deutschland-Tour 2022). Anfang 2022 war Philipp Polzin musikalischer Leiter der Tourproduktion von Hape Kerkelings Musical Kein Pardon.
Als Komponist entstand zusammen mit Christian D. Dellacher das Musical Der fliegende Holländer, welches am 23. Februar 2018 durch das WDR Funkhausorchester in Köln konzertant uraufgeführt wurde. Ihr gemeinsames Werk „Effi Briest – Das Musical“ wurde am 26. November 2022 durch das Stadtmusical Nürnberg uraufgeführt, war offizieller deutscher Vertreter beim Daegu International Musical Festival 2023 in Südkorea und wurde als bestes internationales Musical nominiert. Am 30. November 2024 folgte, ebenfalls in Nürnberg, das Musical „Nuremberg '45“, welches vor dem Hintergrund der Nürnberger Prozesse spielt und von Presse und Zuschauern gleichermaßen gefeiert wurde. Bereits 2015 wurde sein Kammermusical Die perfekte Nacht im Frechener Haus am Bahndamm als Tryout vorgestellt. 2013 schrieb er für den Behinderten-Sportbund Niedersachsen e. V. das Mottolied „Der Spurti-Song“.
Philipp Polzin lebt und arbeitet in Köln.